# 台州南站
台州南站位于中国浙江省台州市路桥区螺洋街道，归属上海铁路局，2009年随甬台温铁路正式通车同时启用。该站是货运站，原设有6条股道，2020年因金台铁路建设新增3条股道。